# Bluebeard (film 1909)
Bluebeard è un cortometraggio del 1909 diretto da J. Searle Dawley. Una delle numerose versioni e adattamenti cinematografici della fiaba di Charles Perrault. In questo film, i due protagonisti sono Charles Ogle e Mary Fuller.

## Produzione
Il film fu prodotto dall'Edison Manufacturing Company.

## Distribuzione
Fu distribuito negli Stati Uniti dalla  Edison Manufacturing Company che fece uscire nelle sale il film - un cortometraggio di 120 metri - il 26 novembre 1909. Nelle proiezioni, veniva programmato con il sistema dello split reel, accorpato in un'unica bobina con un altri due cortometraggi prodotti dalla Edison, Thanksgiving, Then and Now e Annual Celebration of School Children at Newark, New Jersey.